# Nez cassés

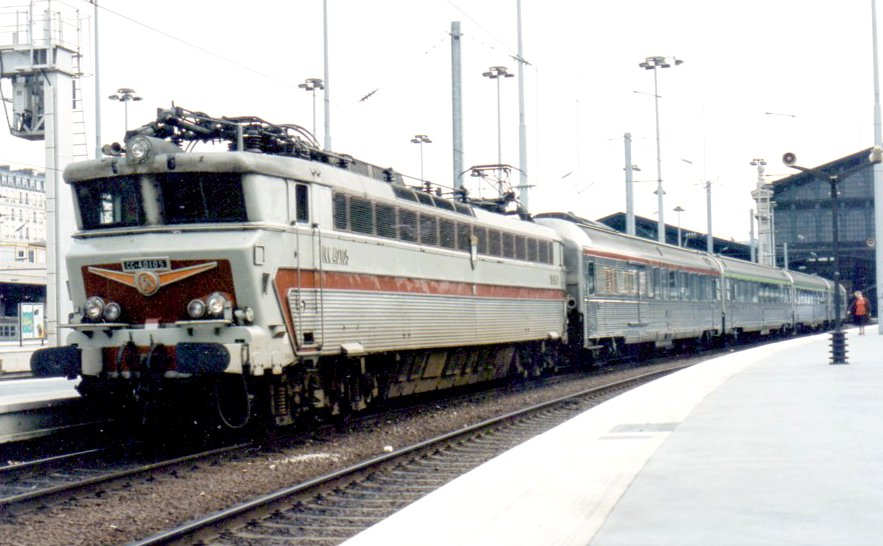
CC 40105 der Baureihe CC 40100 vor dem EuroCity Étoile du Nord in Paris Gare du Nord, 1995

Als Nez cassés (gebrochene Nasen) wird ein Design von Lokomotiven bezeichnet, das vom französischen Designer Paul Arzens entworfen wurde. Der Begriff wird umgangssprachlich auch als Überbegriff für die Maschinen dieses Aussehens verwendet. Es kam überwiegend bei Elektrolokomotiven, aber auch bei der Familie der Diesellokbaureihe CC 72000, des Unternehmens GEC Alsthom zur Anwendung.

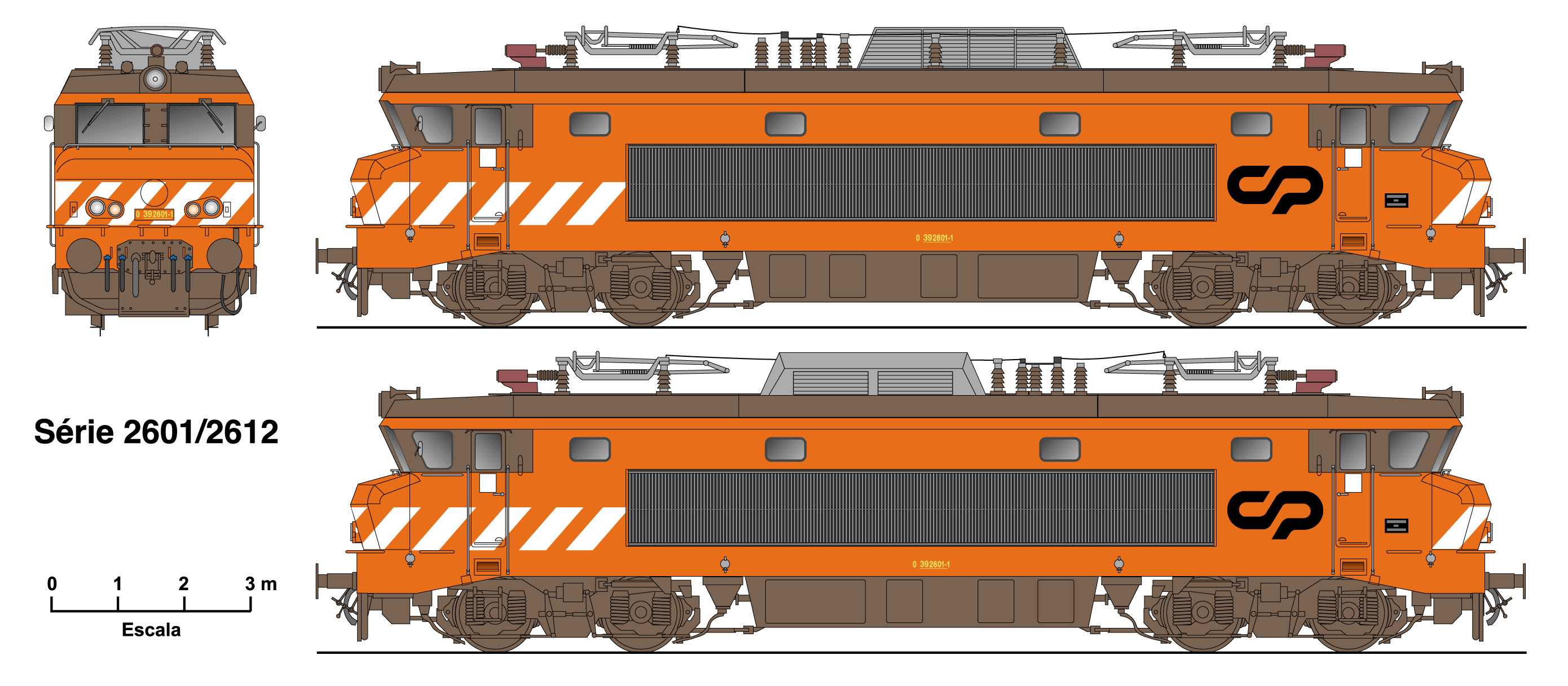
CP-Baureihe 2600

Der Anblick eines Sprinters auf dem Startblock soll Arzens bei der Gestaltung der Schnellzuglokbaureihe CC 40100 inspiriert haben, die als erste dieses Aussehen erhielt. Wichtig war dabei, dass durch die Neigung der Frontscheiben Sichtbehinderungen durch Gegenlicht und Witterungseinflüsse reduziert werden konnten. Maschinen mit dem Nez-cassés-Design laufen nicht nur bei der französischen Staatsbahn SNCF, auch in die Niederlande, nach Belgien, Portugal, Jugoslawien, Marokko und Südkorea wurden solche Lokomotiven verkauft. Über die Nederlandse Spoorwegen (NS) kamen Nez cassés der Baureihe 1600 auch zur Deutschen Bahn.

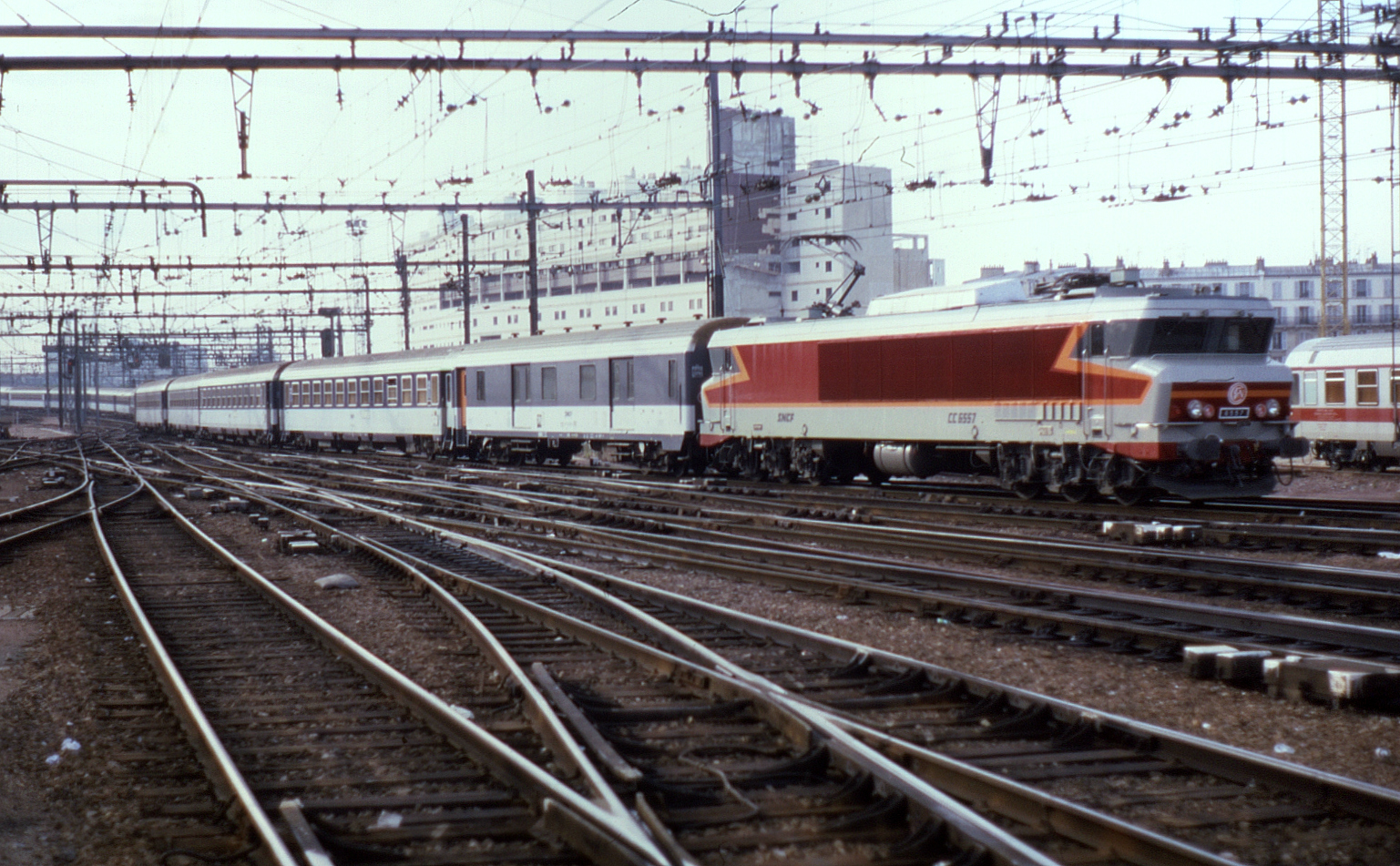
CC 6557 der SNCF in Paris Gare de Lyon

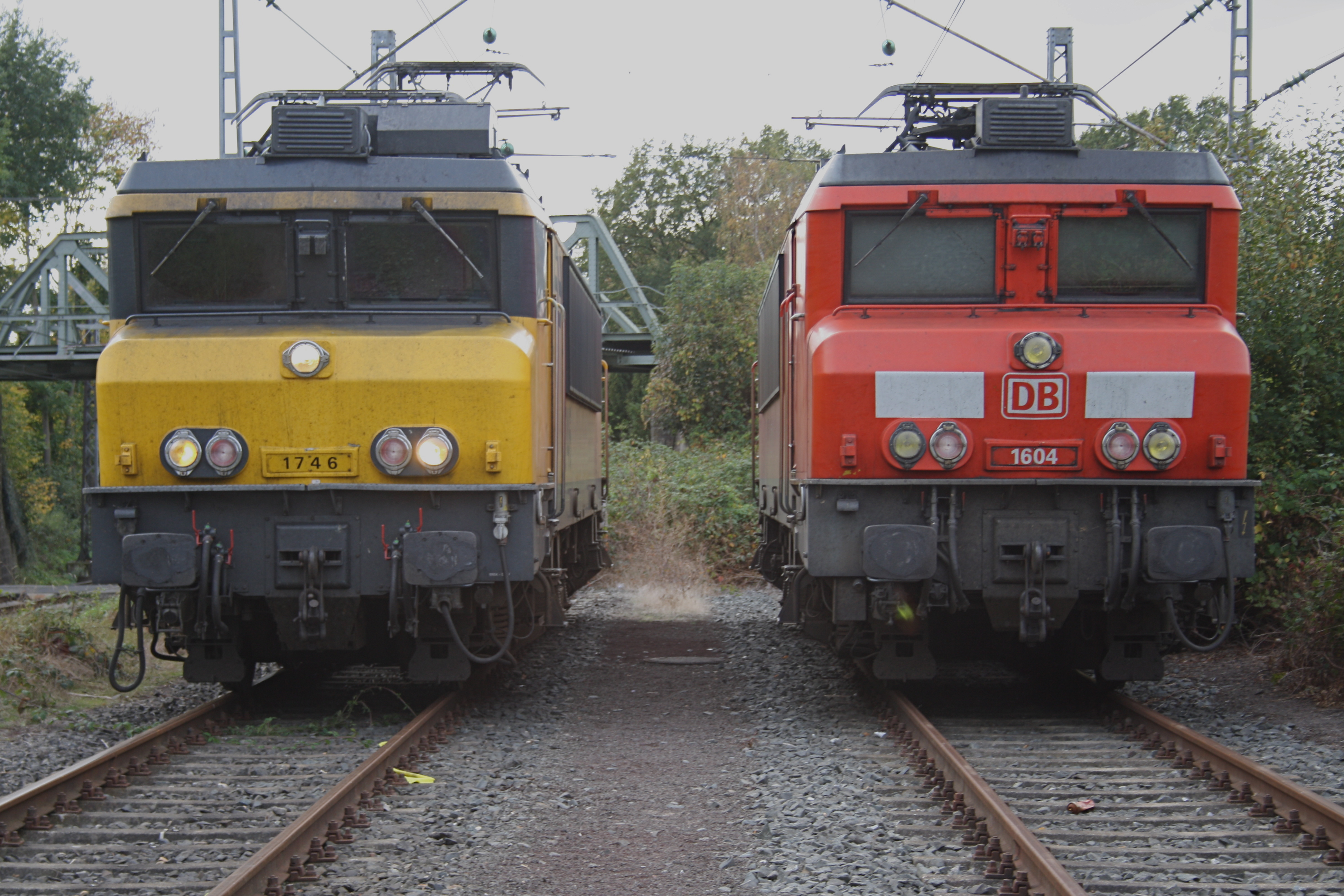
1746 der NS und 1604 der DB mit tiefliegenden dritten Spitzenlichtern

Zu den Nez cassés zählen die Elektrolok-Baureihen
Frankreich
- SNCF CC 40100
- SNCF CC 6500[2]
- SNCF CC 21000[2]
- SNCF BB 15000[3]
- SNCF BB 7200[3]
- SNCF BB 7600[3]
- SNCF BB 22200[3]

Belgien
- NMBS/SNCB-Reihe 18 (Alsthom)

Niederlande
- NS-Baureihe 1600
- NS-Baureihe 1700

Portugal
- CP-Baureihe 2600
- CP-Baureihe 2620

Jugoslawien bzw. Slowenien
- JŽ-Baureihe 363

Marokko
- ONCF E 1300

Südkorea
- Korail-Baureihe 8000

und die Diesellok-Baureihen
Frankreich
- SNCF CC 72000[4]
- SNCF CC 72100[4]

Portugal
- CP-Baureihe 1900[5]
- CP-Baureihe 1930

Marokko
- ONCF DF 100

Das ursprüngliche Design findet sich nur bei den Mehrsystemlokomotiven CC 40100 der SNCF und deren Schwesterbaureihe 18 der NMBS/SNCB. Für die folgenden Baureihen wurde es im Frontbereich überarbeitet, das dritte Spitzenlicht wanderte – sofern erforderlich – bei den Elektroloks teilweise unter die Frontscheiben. Zugunsten eines geräumigeren Führerstands wurden diese bei späteren Maschinen weniger steil ausgeführt.

Elektrolokomotiven
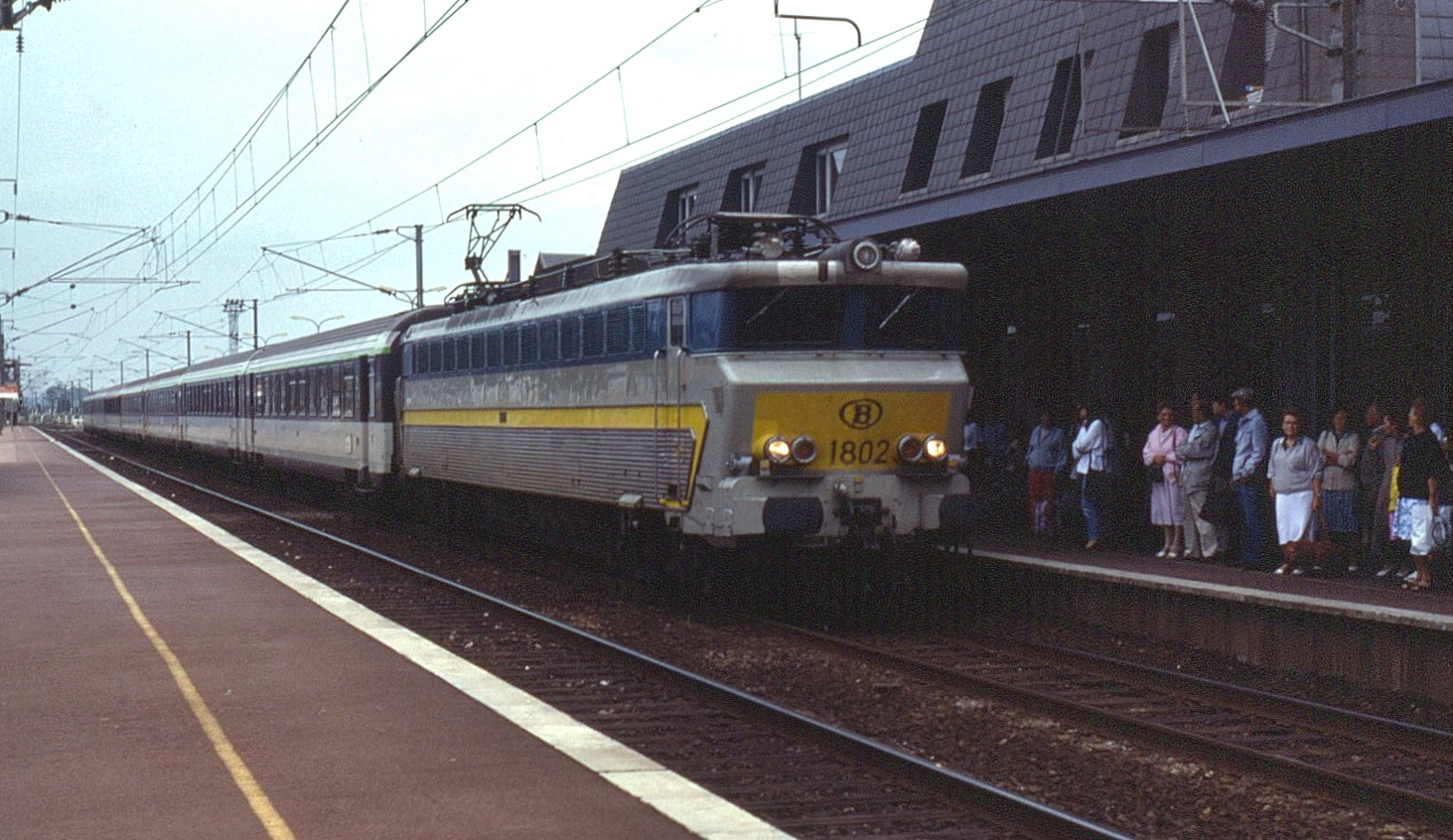
1802 der NMBS/SNCB in Compiègne, 1989
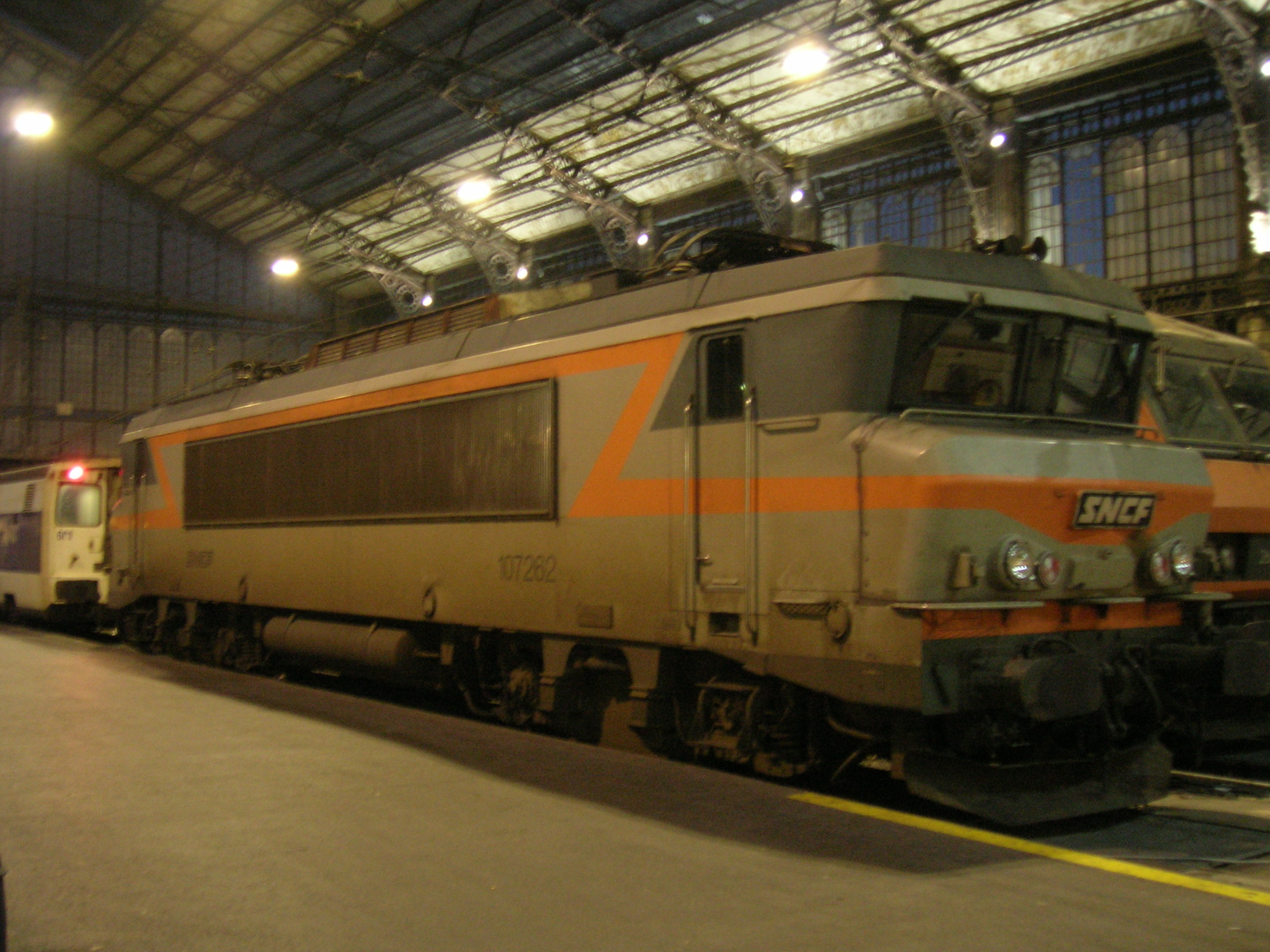
BB 7262 mit schwächer geneigter Frontscheibe
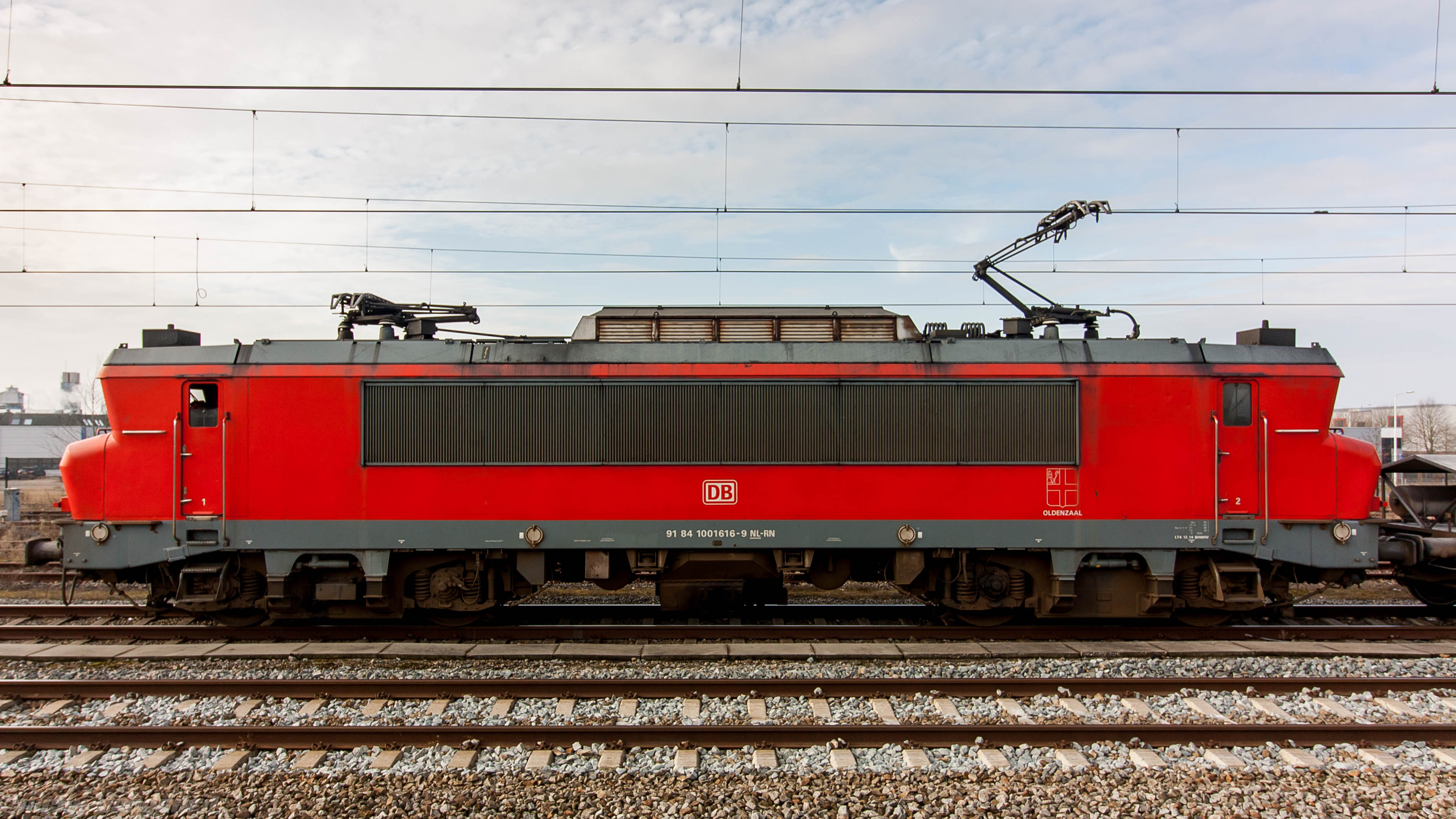
1616 der DB in Geldermalsen
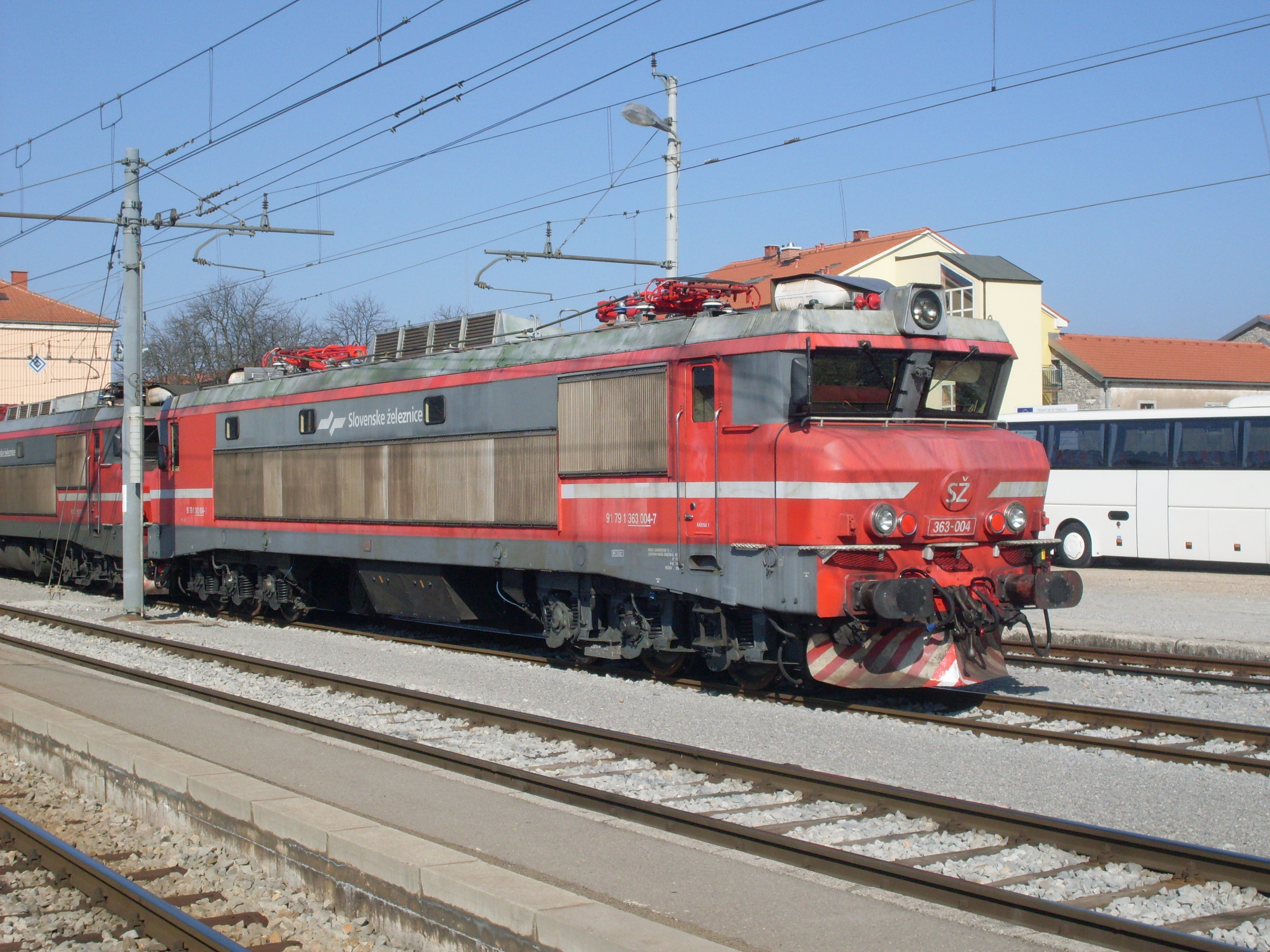
363-004 der SŽ in Divača
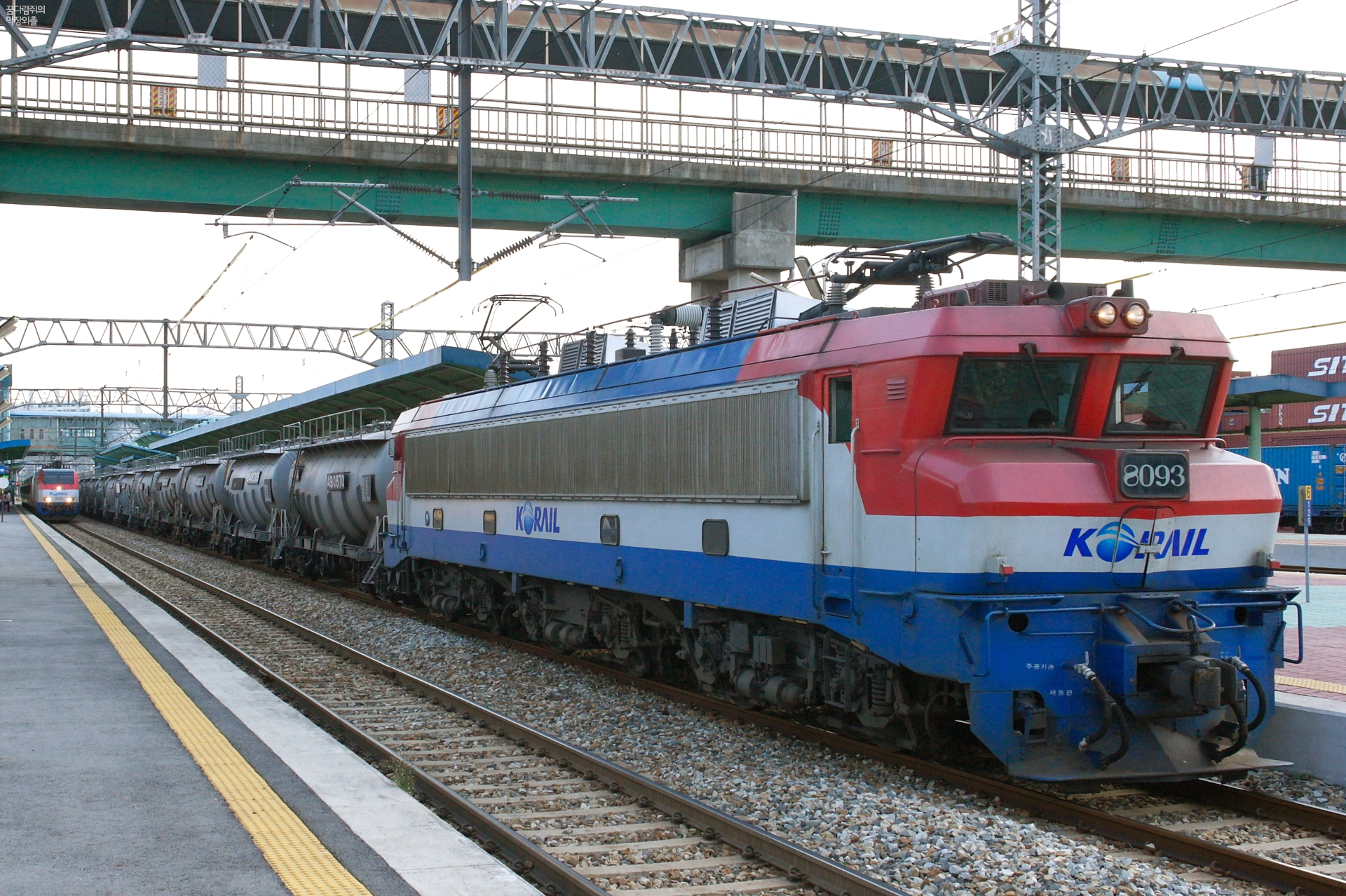
8093 der Korail

Diesellokomotiven
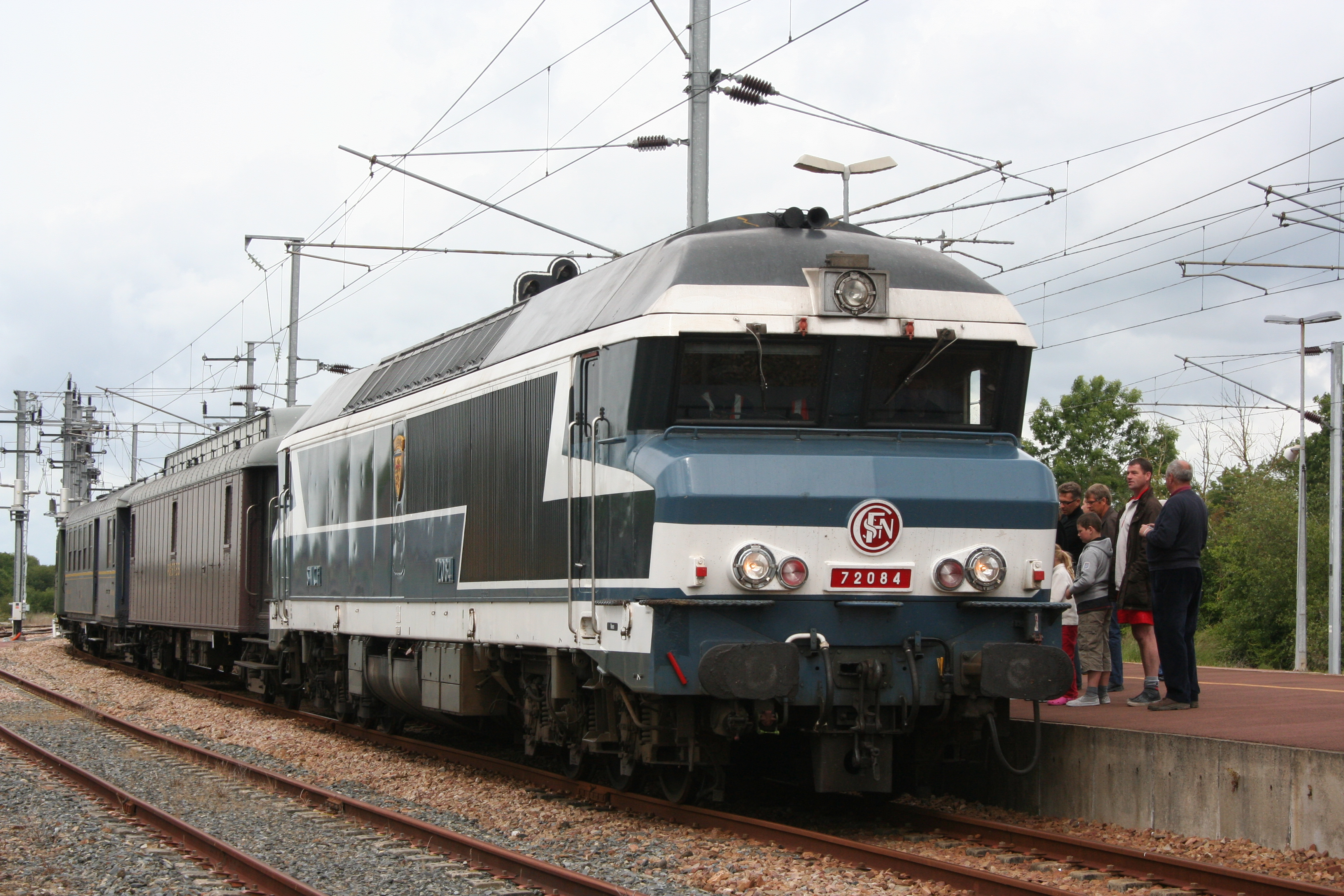
Diesellokomotive CC 72084 der SNCF in ursprünglicher Farbgebung in Lison
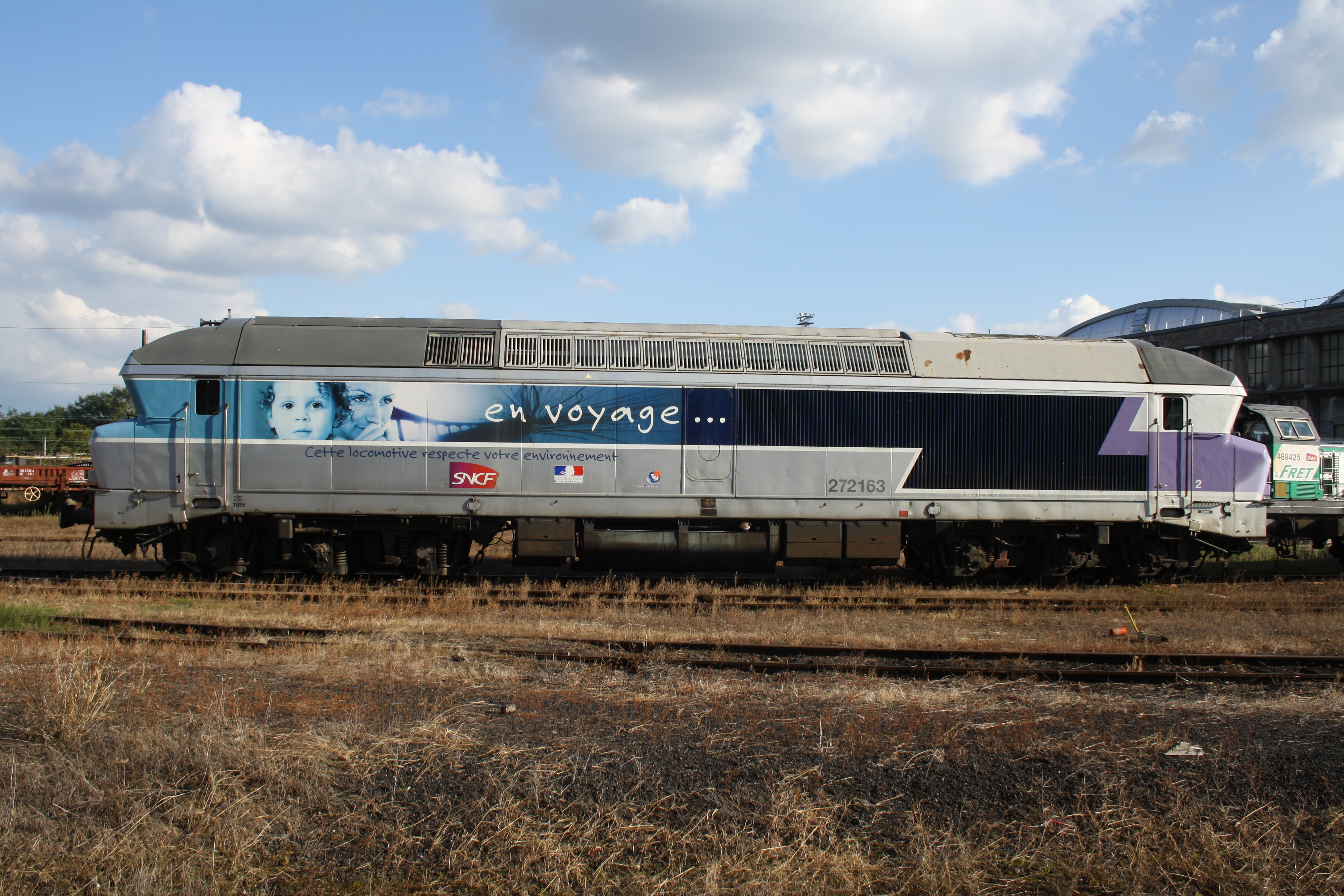
CC 272163 (remotorisierte CC 72063) in der „En voyage“-Farbgebung in Chalindrey. Die vorgestellte 2 weist auf ihre Zugehörigkeit zu Intercités hin
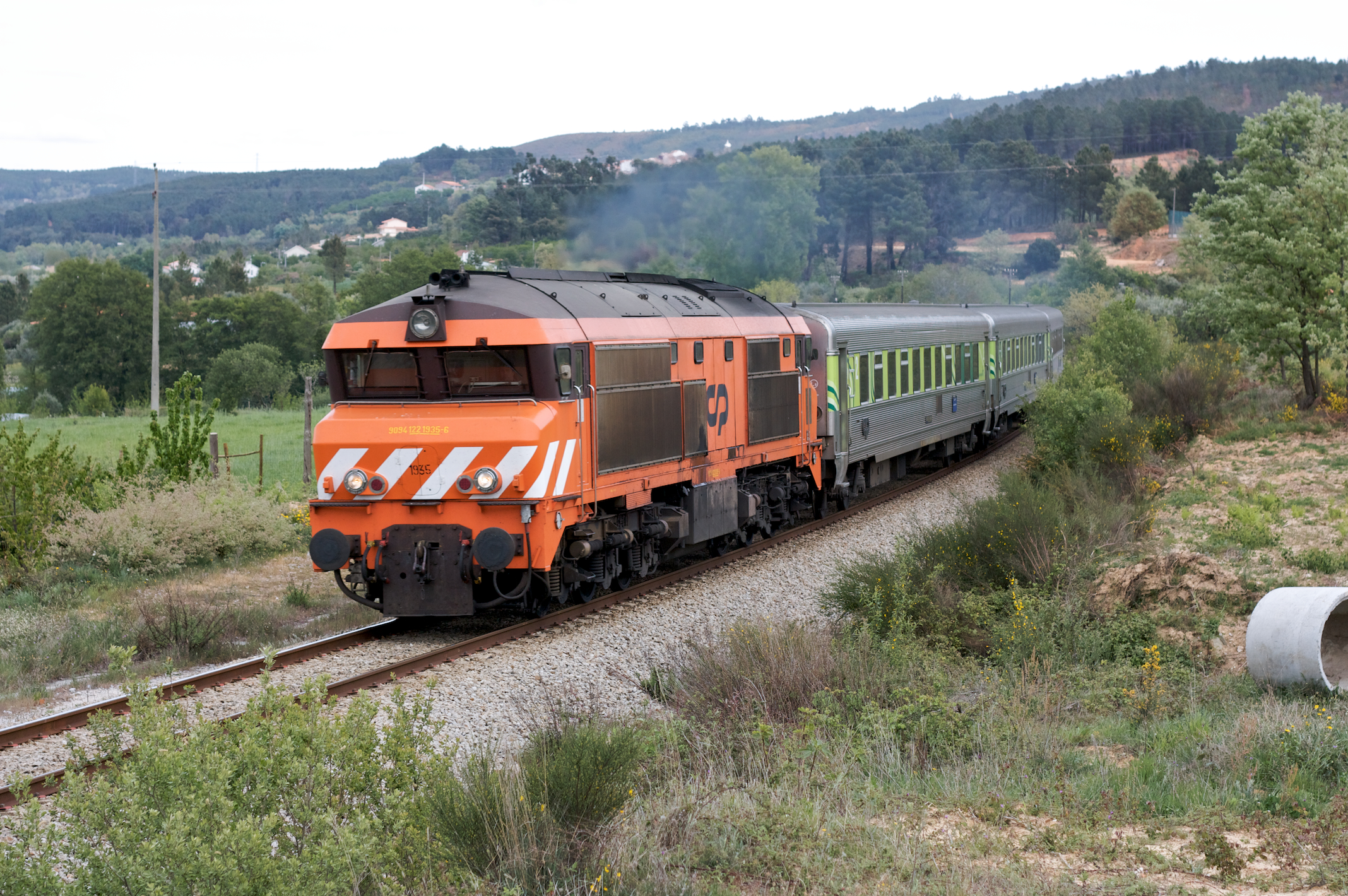
Lok 1935 der Comboios de Portugal (CP)
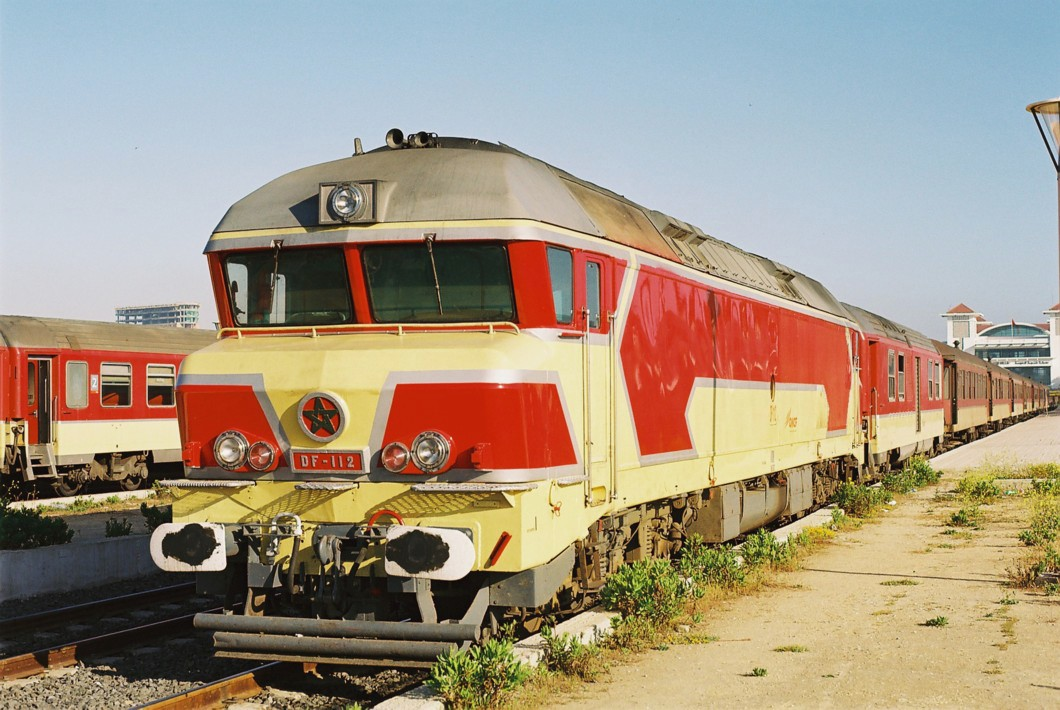
DF 112 des ONCF in Tanger

## Sonstiges
Auch in der DDR testete man bei der Deutschen Reichsbahn nach vorn geneigte Scheiben, um die Blendwirkung zu reduzieren. Zu diesem Zweck erhielten die Diesellokomotiven 059, 131 und 203 der Baureihe V 180 Glasfaserfronten mit verändertem Design.